# ダブル・スコープ
ダブル・スコープ株式会社（英: W-SCOPE Corporation）は、プラスチックフィルムおよびシートの製造および販売の会社。

## 製品
リチウムイオン二次電池セパレーター（絶縁材）のメーカーである。セパレーターにより、正極材と負極材間のリチウムイオンの行き来を可能にしながら、ショートしないようにしている。2021年はこれが売上の全てを占めていた。2021年は販売先の87.5%がサムスンSDIグループであった。

## 沿革
- 2005年10月14日 - 会社設立。同時に韓国の子会社も設立。[5]
- 2007年6月 - 量産出荷開始
- 2011年12月16日 - 東京証券取引所マザーズ市場に上場
- 2015年11月27日 - 東京証券取引所市場第1部に指定替え

## 参照
1. 1 2 3 4 5 6  会社概要 | ダブル・スコープ
2. 1 2 3 4 5 6 7 8  2021年12月期決算短信〔日本基準〕(連結)
3. ↑  製品情報 | ダブル・スコープ
4. ↑  事業内容 | ダブル・スコープ
5. ↑  沿革 | ダブル・スコープ